# Red Bull RB1
A Red Bull RB1 (eredetileg Jaguar R6) egy Formula–1-es versenyautó, amit a Jaguar Racing és a Red Bull Racing tervezett a 2005-ös Formula–1 világbajnokságra. David Coulthard vezette az egyik autót az egész szezon során, a másik autót Christian Klien és Vitantonio Liuzzi. Luizzi négy versenyen, Klien 15 versenyen vezette az autót. A tesztpilóták az amerikai Scott Speed és a svájci Neel Jani voltak.

## Áttekintés
Az autót a Cosworth TJ2005 3,0 literes V10-es motor hajtotta. A csapat főszponzora a Red Bull, mint tulajdonos volt. Eredetileg a Jaguar csapat versenyeztette volna az autót, de 2004 végén a Red Bull felvásárolta a csapatot és a saját neve alatt nevezte be.
Hagyományos tervezési elvek mentén készült, de néhány érdekesség felfedezhető volt rajta. Az orra elemelkedett a talajtól, az első szárnynak pedig jellegzetes, kanál alakja volt, a Renault csapat megoldásához hasonló.
Az RB1 legjobb eredménye egy negyedik helyezés, amit a debütáló ausztrál nagydíjon, valamint a  európai nagydíjon a Nürburgringen szereztek meg David Coulthard révén. Christian Klien legjobb helyezése egy ötödik hely volt, amit a szezonzáró kínai nagydíjon szerzett meg. Vitantonio Liuzzi-nak pedig a legjobb helyezése a nyolcadik hely amit a debütáló San Marinó-i nagydíjon ért el.
Az RB1  első nagydíja a 2005-ös Formula–1 ausztrál nagydíj volt, az utolsó pedig a 2005-ös Formula–1 kínai nagydíj volt. A Toro Rosso 2006-ban használta az autó vázát, Toro Rosso STR1 néven.
Az autó festése egy doboz Red Bullra emlékeztetett. Monacóban egy, a "Star Wars III. rész - A Sith-ek bosszúja" című filmet népszerűsítő festés került fel rájuk, miközben a boxutcai dolgozókat birodalmi rohamosztagosra emlékeztető szerelésbe öltöztették.
Az autó szerepelt a Top Gear című műsor 5. évadának 14. epizódjában is.

## Média
Mark Webber in the Red Bull-Cosworth RB1

Probléma esetén lásd:Médiafájlok kezelése.

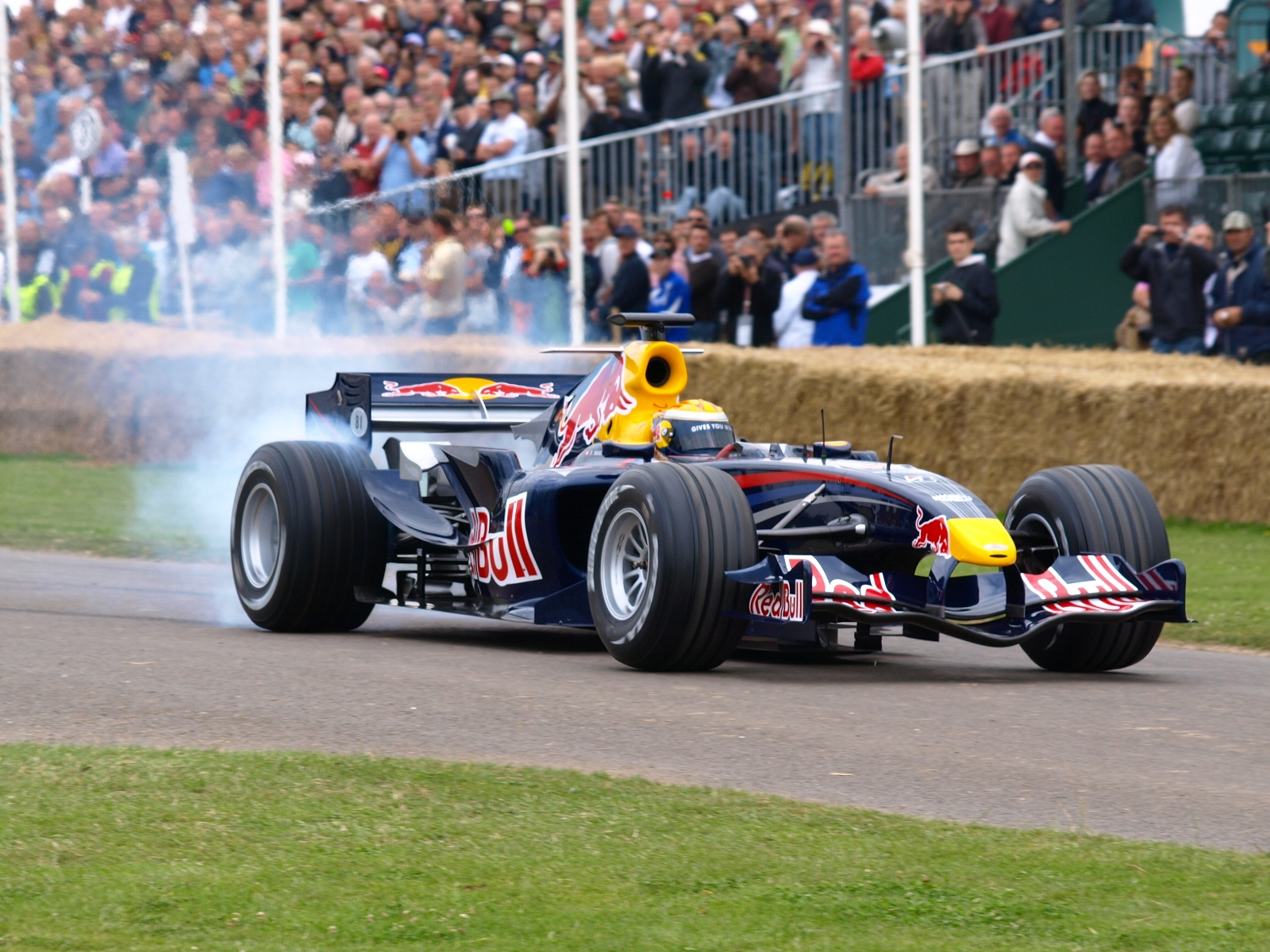
Sébastien Buemi bemutató a RB1-gyel a 2008-as Goodwood Festival of Speeden.

## Teljes Formula–1-es eredmény
(Táblázat értelmezése)

(Félkövér: pole-pozícióból indult; dőlt: leggyorsabb kört futott) 

| Év   | Konstruktőr  | Motor        | Gumi | Versenyzők        | 1   | 2   | 3   | 4   | 5   | 6   | 7   | 8   | 9   | 10  | 11  | 12  | 13  | 14  | 15  | 16  | 17  | 18  | 19  | Pont | Helyezés |
| ---- | ------------ | ------------ | ---- | ----------------- | --- | --- | --- | --- | --- | --- | --- | --- | --- | --- | --- | --- | --- | --- | --- | --- | --- | --- | --- | ---- | -------- |
| 2005 | Red Bull RB1 | Cosworth V10 | M    |                   | AUS | MAL | BHR | SMR | ESP | MON | EUR | CAN | USA | FRA | GBR | GER | HUN | TUR | ITA | BEL | BRA | JPN | CHN | 34   | 7.       |
| 2005 | Red Bull RB1 | Cosworth V10 | M    | David Coulthard   | 4   | 6   | 8   | 11  | 8   | Ki  | 4   | 7   | NI  | 10  | 13  | 7   | Ki  | 7   | 15  | Ki  | Ki  | 6   | 9   | 34   | 7.       |
| 2005 | Red Bull RB1 | Cosworth V10 | M    | Christian Klien   | 7   | 8   | NI  |     |     |     |     | 8   | NI  | Ki  | 15  | 9   | Ki  | 8   | 13  | 9   | 9   | 9   | 5   | 34   | 7.       |
| 2005 | Red Bull RB1 | Cosworth V10 | M    | Vitantonio Liuzzi |     |     |     | 8   | Ki  | Ki  | 9   |     |     |     |     |     |     |     |     |     |     |     |     | 34   | 7.       |